# أمارو ميندو
أمارو ميندو (بالبرتغالية: Amândio Felipe da Costa‏) (12 نوفمبر 1986 بلواندا في أنغولا - ) هو لاعب كرة قدم أنغولي في مركز الدفاع، شارك في كأس الأمم الأفريقية 2013 وكأس الأمم الأفريقية 2012. وشارك مع منتخب أنغولا لكرة القدم. أما مع النوادي، فقد لعب مع نادي بريميرو دي أغوستو وS.L. Benfica (Luanda) ‏.

## روابط خارجية
- أمارو ميندو على موقع قاعدة بيانات كرة القدم.إي يو (الإنجليزية)
- أمارو ميندو على موقع ناشيونال فوتبول تيمز (الإنجليزية)
- أمارو ميندو على موقع Soccerway.com (الإنجليزية)